# New York Hilton Midtown
Das New York Hilton Midtown ist ein 4-Sterne-Hotel in Manhattan in New York City, Vereinigte Staaten. Als eines der größten Hotels der Stadt ist es im Besitz vom Real-Estate-Investment-Trust Park Hotels & Resorts und wird von Hilton Worldwide betrieben. 

## Beschreibung
Das Hotel steht an der Sixth Avenue (auch Avenue of the Americas) zwischen der West 53rd und West 54th Street im Theater District in Midtown Manhattan. Es befindet sich unweit vom Rockefeller Center zwischen Times Square und Central Park. Das Gebäude nimmt die östliche Hälfte eines Stadtblocks zwischen der Sixth und Seventh Avenue ein. An der Westseite des Hotels verläuft die 6½ Avenue durch den Block. Flankiert wird das Hotel südlich vom 185 m hohe Büroturm 1301 Avenue of the Americas und nördlich vom 190 m hohen Bürowolkenkratzer 1345 Avenue of the Americas.
Das New York Hilton Midtown wurde vom Architekten William B. Tabler entworfen. Entwickelt wurde das Projekt von der Hilton Hotels Corporation, der Rockefeller Group und der Uris Buildings Corporation. Das Hotel wurde mit dem Namen „New York Hilton at Rockefeller Center“ am 26. Juni 1963 eröffnet und war mit seinen 2153 Gästezimmern das größte Hotel in New York City. Das Hotelgebäude ist 148,4 m (487 Fuß) hoch und besitzt 47 Etagen. 1990 erfolgte eine umfassende Renovierung, bei der sich die Zimmeranzahl auf 1980 reduzierte. Eine weitere umfassende Renovierung führte man für 100 Millionen US-Dollar von 1998 bis 2000 durch, die eine vollständige Überholung der Lobby und neue Anbauten umfasste. Zu dieser Zeit wurde der Name in „Hilton New York“ geändert. Nach einer weiteren Renovierung im Jahr 2007 verfügt es über 47 neue Suiten auf den Etagen 42 bis 44. Aus Anlass des 50-jährigen Bestehens wurde das Hotel 2013 in „New York Hilton Midtown“ umbenannt. 2017 wechselte das Hotel in den Besitz des von Hilton Worldwide gegründeten Unternehmen Park Hotels & Resorts.
Das New York Hilton Midtown bietet seinen Gästen 1981 Gästezimmer, das Restaurant „Herb N‘ Kitchen“, ein Fitnesscenter sowie 14.000 m² für Konferenzen, Tagungen, Meetings und Bankette. In den Etagen 44 bis 46 befinden sich die separaten Studios und Suiten der „Hilton Club The Residences New York“ mit privaten Check-in und kostenfreien Privilegien.

## Prominente Gäste und Medien
Seit der Amtszeit von John F. Kennedy waren bisher alle US-Präsidenten hier zu Gast. Weiter prominente Gäste waren unter anderen die Beatles, der Wissenschaftler Martin Cooper, Elvis Presley, Autor Neil Sheehan und John Lennon als Solist. In der Sitcom Seinfeld diente die Außenansicht des Hotelgebäudes für Elaines Arbeitsplatz bei der J. Peterman Company. Das Hotel ist Austragungsort von zahlreichen Preisverleihungen, darunter der von der International Academy verliehenen International Emmy Awards. Es ist des Weiteren der Veranstaltungsort für den jährlichen Wohltätigkeitsdinner „Inner Circle Show“, der von New Yorker Journalisten veranstaltet wird.

## Ansichten

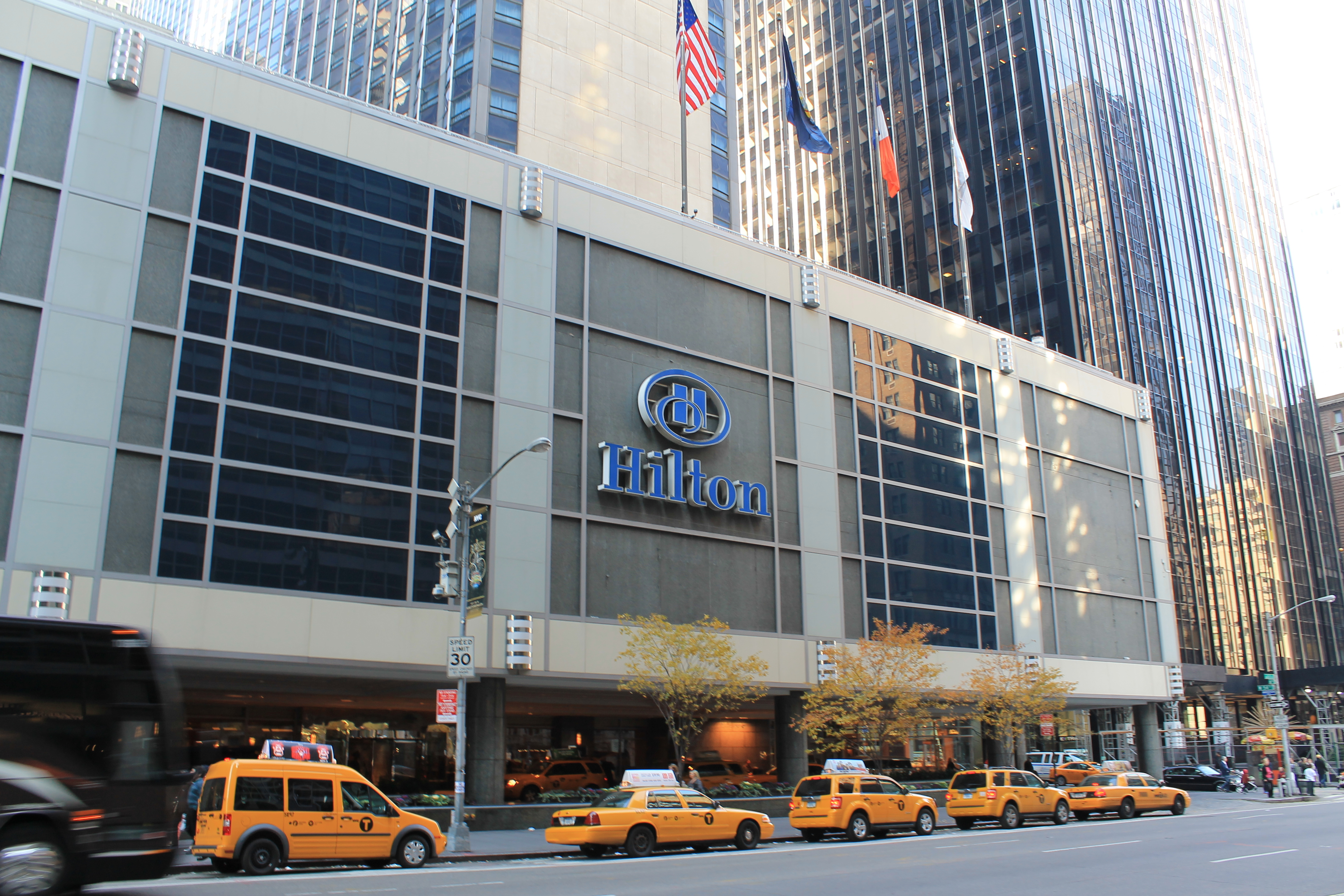
Podium an der Sixth Avenue
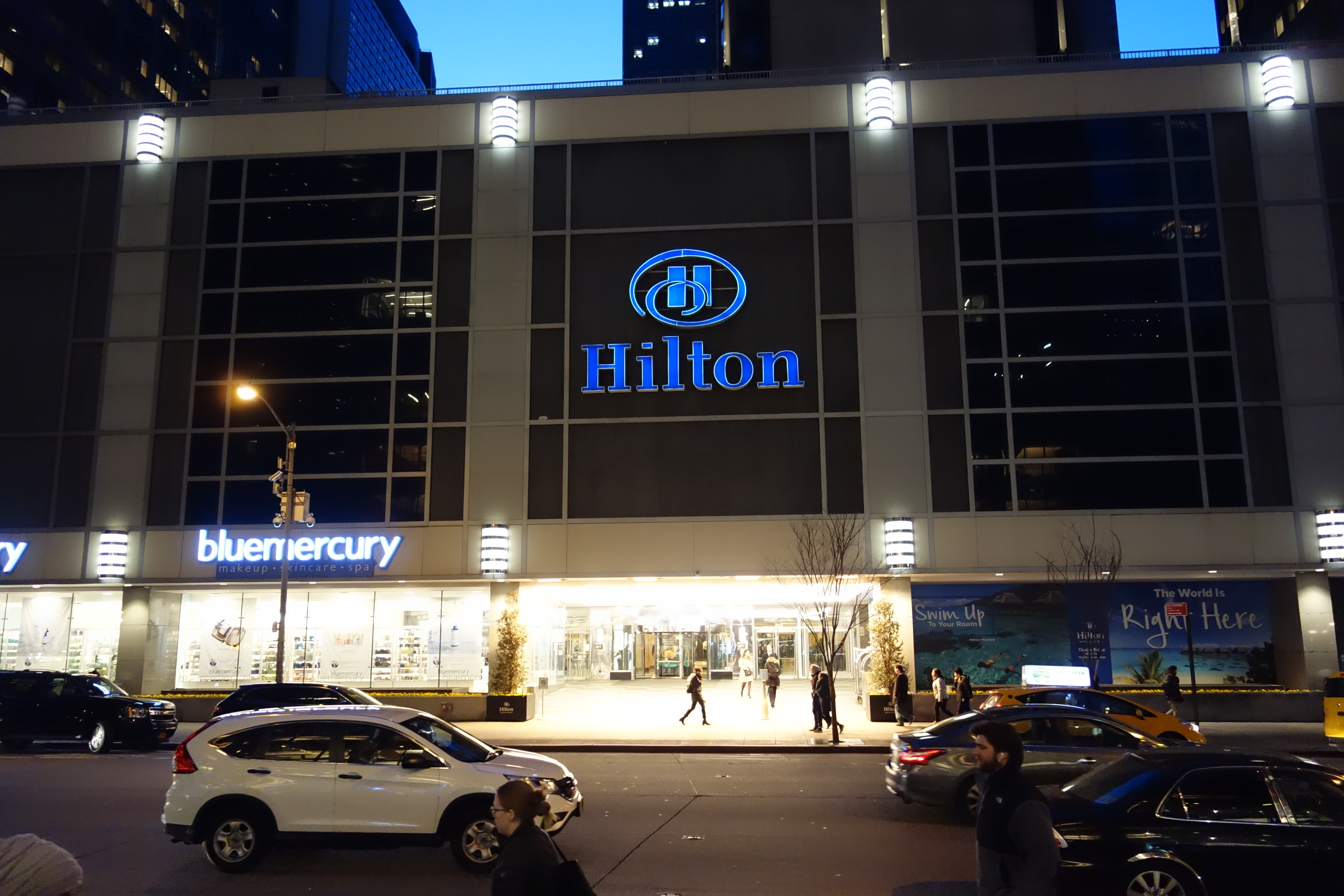
Hoteleingang am Abend im Jahr 2013